# Andrena wilmattae
Andrena wilmattae är en biart som beskrevs av Cockerell 1906. Andrena wilmattae ingår i släktet sandbin, och familjen grävbin. Inga underarter finns listade i Catalogue of Life.